# کریستین (فیلم ۱۹۸۳)
کریستین (انگلیسی: Christine) فیلمی در ژانر ترسناک، معمایی و مهیج به کارگردانی جان کارپنتر است که در سال ۱۹۸۳ منتشر شد.

## خلاصه فیلم
پسری عادی یک خودروی غیرعادی و عجیب خریداری می‌کند.خودرو که برای خود قدرت تصمیم‌گیری دارد شروع به تغییر دادن طبیعت او می‌کند و ...